# Мир Брахмы
Мир Брахмы (в буддизме) — это один из высших «божественных миров». В данном случае имеется в виду одно из важнейших божеств (дэвов) индусского пантеона и его «мир» (лока — санскр., пали). Люди там живут в наслаждениях очень большое время.
В Джатаках нередко рассказывается, что Бодхисаттва (который впоследствии стал Буддой Гаутамой Шакьямуни) после завершения своей жизни в результате реализованной святости «возродился в мире Брахмы».
Однако мир Брахмы не является «целью» буддиста — так там также царят дуккха — анитья — анатман, под которыми разумеются:
- страдания (долгая жизнь в мире Брахмы также когда-то заканчивается, и существа претерпевают метаморфозу старости, страдания, умирания, то есть в конечном итоге речь идёт о страдании — дуккха, \пали, санскр.\),
- непостоянство (аничча — \пали\, анитья — \санскр\.) — как уже было сказано, и в мире Брахмы царит закон: «всё преходяще» — один из важнейших постулатов буддизма, согласно которому — всё, что началось, когда-то прекратится (антитезой является блаженная нирвана — безначальная, несотворенная и т. д.),
- анатман — отсутствие постоянного, неизменного «я» (анатта \пали\).

Поэтому, хотя миряне и молятся о возрождении «в лучших мирах», для буддиста-практика мир Брахмы не является «конечной остановкой» (некоторые направления буддизма — дзен, дзогчен — вообще говорят, что нирвана может быть «реализована здесь и сейчас» (не каждым человеком, разумеется). Имеется в виду не поиск блаженства, а Пробуждение, оборотной стороной которого является умиротворение и покой нирваны (буддизм вообще ориентирует не на поиск блаженства, а на Пробуждение — познание вещей «как они есть»).
В буддизме именно мир людей рассматривается как оптимальный для реализации Пробуждения, а «высшие миры», в том числе мир Брахмы, считаются препятствующими постижению истинных основ бытия, так как там очень сильна привязанность к наслаждению.